# Onthophagus sycophanta
Onthophagus sycophanta là một loài bọ cánh cứng trong họ Bọ hung (Scarabaeidae).